# Іванчук Тетяна Костянтинівна
Тетяна Костянтинівна Іванчук (22 вересня 1961, Красилівка Ставищенського району Київської області) — українська письменниця, громадська діячка, лавреатка літературних премій.

## До життєпису
Друга дитина в багатодітній родині. Навчалася в Київському технікумі легкої промисловості.

## Творчість
Писати почала в ранній юності. Письменницьку діяльність поновила після тридцятирічної перерви в 2009 році.
2012 року вийшла друком  книга поезій «Роса ріки».
2015 року вийшла книга поезій «Там, де небо землю обняло».
2018 року надрукована книга віршів для дітей «Кольорові віршенята».
2020 року побачила світ книга поезій «На  стоякомусь кілометрі»
2021 рік- вийшла друком п‘ята книга «НЕвипадковість»
Співавтор антологій:
- «Материнська молитва. Українки — героям Майдану» (2014),
- «Помежи словом і століттям» (2016)
- «Радосині — 25» (2017)
- «Тарас Шевченко крокує дорогами доби» (2017).  «Бути людиною» (2018)

Авторка кількох десятків рецензій та пісень. Друкувалася в журналах «Дніпро», «Дивослово» та багатьох інших періодичних виданнях.

## Громадська діяльність
- Член Всеукраїнської творчої спілки «Літературний форум», з грудня 2014 по січень 2018 — голова правління спілки;
- член президії спілки жінок м Києва;
- член творчого об'єднання «Світлина».

## Відзнаки
- 2011 — Гран-прі літературно-мистецького фестивалю «Поетична зима — 2011» (м. Біла Церква)
- 2016 — дипломантка II Міжнародного проєкт-конкурсу «Тарас Шевченко єднає народи»
- 2017 — «Майстер прози» фестивалю «Просто на Покрову»
- 2018 — лавреатка премії «Радосинь» НСПУ
- 2018 — орден ВГО «Країна» «За розбудову України» (№464, 2018)[1]. 2019 - дипломантка І  літературно - мистецького фестивалю імені Всеволода Нестайка, 2019 — дипломантка Фестивалю-конкурсу поезії та авторської пісні  імені Віктора Ізотова, 2020 — пам'ятна медаль 3 ступеню «За меценатство» МДФ «Українська хата» (№50, 2020),  2020- гран-прі Київського четвертого міжнародного конкурсу-фестивалю «Причал на Поштовій»